# 잭 브라이언

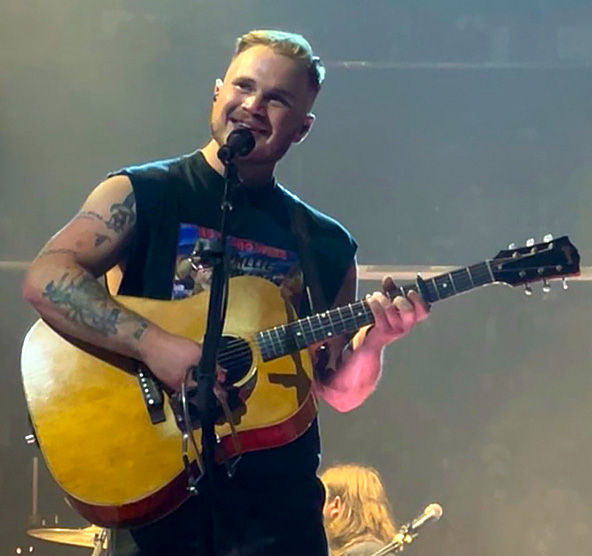
2023년 크립토닷컴 아레나에서 공연 중인 브라이언

잭 브라이언(Zach Bryan, 본명: Zachary Lane Bryan, 1996년 4월 2일 ~ )은 오클라호마주 울로가 출신의 미국의 컨트리 싱어송라이터이자 록 음악가이다. DeAnn(2019)과 Elisabeth(2020) 등 두 개의 자체 제작 스튜디오 앨범을 낸 후, 그는 워너 레코드와 계약하여 세 번째 앨범이자 메이저 레이블 데뷔 앨범인 "American Heartbreak"(2022)를 발매했다. 이 앨범은 빌보드 200에서 5위에 올랐고 빌보드 핫 100 톱 10 싱글인 "Something in the Orange"가 선두를 달렸다. 그의 네 번째 셀프 타이틀 앨범(2023)은 빌보드 200에서 정상에 올랐고, 리드 싱글인 "I Remember Everything"(케이시 머스그레이브스가 피처링)은 빌보드 핫 100, 핫 컨트리 송스, 핫 록 앤드 얼터너티브 송스(Hot Rock & Alternative Songs) 차트에서 동시에 정상에 올랐으며, 최우수 컨트리 듀오/그룹 퍼포먼스 부문 그래미 어워드도 수상했다. 그의 다섯 번째 스튜디오 앨범인 "The Great American Bar Scene"(2024)은 빌보드 200에서 2위를 차지했고 빌보드 핫 100 톱 10 싱글 "Pink Skies"를 탄생시켰다.
브라이언은 그의 경력 동안 아카데미상, 컨트리 뮤직 어워드, 그래미 어워드, 빌보드 뮤직 어워드 4개를 포함한 여러 상을 수상했다. 미국 음반 산업 협회(RIAA)에 따르면 그는 3,000만 장 이상의 앨범과 싱글을 판매했다.

## 음반
- DeAnn (2019)
- Elisabeth (2020)
- American Heartbreak (2022)
- Zach Bryan (2023)
- The Great American Bar Scene (2024)

## 출연
- 옐로우스톤 (드라마)